# Franjo Kuharić
Franjo Kuharić (Pribić, 1919. április 15. – Zágráb, 2002. március 11.) horvát római katolikus bíboros volt, aki 1970-től 1997-ben történt lemondásáig Zágráb érsekeként szolgált. A bíborost gyakran „Horvátország sziklájaként” is emlegették, aki a horvátországi és a boszniai háború idején az emberi jogok védelme, valamint a béke és a megbocsátás sürgetéséről volt ismert. Kuharić emellett határozottan támogatta Alojzije Stepinac bíboros szentté avatását (1945-ben ő szentelte pappá) és azon munkálkodott, hogy a bíboros imázsát püspöksége idején rehabilitálják, miközben Stepinac 1998-as zágrábi boldoggá avatásán dolgozott. Kanonizációs ügye 2012. március 11-én kezdődött, ahol az „Isten szolgája”” titulust nyerte el.

## Élete
Franjo Kuharić 1919. április 15-én született Pribićben szegény szülők, Ivan Kuharić és Ana Blažić tizenharmadik, egyben utolsó gyermekeként. Teológiai és filozófiai tanulmányait 1934-ben a zágrábi érsekségi klasszikus líceumában kezdte meg, majd a főiskolán folytatta. Tanulmányait 1945-ben fejezte be. 1945 július 15-én a zágrábi székesegyházban szentelte pappá Alojzije Stepinac bíboros érsek. Lelkipásztori munkáját 1945-től Zágrábban kezdte. Felszentelése után az első lelkipásztori megbízatása az volt, hogy káplánként szolgált a Zágrábot körülvevő kis falvakban, Stepinac először Radoboj faluba küldte lelkésznek.
1964-ben a főegyházmegye egyik segédpüspöke lett, és Meta címzetes püspökévé nevezték ki. Püspöki felszentelését 1964. május 3-án Franjo Šeper végezte az érsekségi székesegyházban. 1964-ben és 1965-ben részt vett – már püspökként –a második vatikáni zsinat utolsó két ülésén. 1969-ben miután Šeper bíborost Rómába rendelték, hogy olyan új pozíciót töltsön be, amelynek eredményeként Kuharić legyen az érsekség ideiglenes vezetője, a főegyházmegye apostoli adminisztrátorává nevezték ki. Püspöksége döntő pillanata 1970-ben következett be – az ideiglenes adminisztráció befejezése után –, miután VI. Pál pápa Kuharićot nevezte ki zágrábi érsekké. Kinevezését követően 1970-ben doktorált. Kuharić 1970-től 1993-ig a Jugoszláv Püspöki Konferencia elnöke is volt, amikor a konferenciát 1993-ban megszüntették. Életében a következő döntő pillanat 1983-ban következett be, amikor II. János Pál pápa bíborossá emelte. Több mint két évtizedes szolgálat után 1997 közepén vonult nyugdíjba, majd miután 1999-ben betöltötte 80. életévét, hamarosan elvesztette a jogát, hogy részt vegyen egy jövőbeli pápaválasztó konklávén.

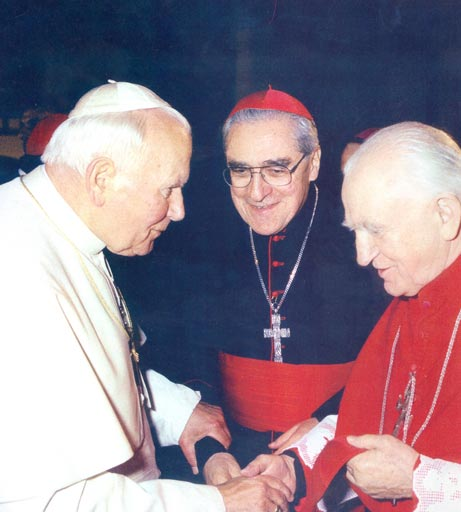
II. János Pál pápa és Kuharić érsek Szarajevóban 1997-ben

1991-ben, amikor kitört a a horvát függetlenségi háború, Kuharić békéért és megbocsátásért könyörgött, miközben mindkét oldalt a nemzet javát szolgáló tárgyalásokra kérte. Ugyanezt megismételte a boszniai háború idején is. A bíboros, bár ellenfelei azzal vádolták, hogy túl közel áll az elnök néhány szövetségeséhez, Franjo Tuđman elnök kormányának korrupcióját is bírálta. 1994-es látogatása alkalmával ő látta vendégül II. János Pált a főegyházmegyében, 1998-ban pedig még egyszer vendégül látta a pápát Stepinac bíboros boldoggá avatása alkalmából. Számos nemzetközi utazást tett, hogy meglátogassa a tengerentúli horvát katolikusokat. Első ilyen látogatása az Amerikai Egyesült Államokban és Kanadaban volt 1970. október 14. és november 22. között. Látogatást tett Dél-Amerikában, valamint két alkalommal Dél-Afrikában, háromszor pedig Ausztráliában. Összesen nyolc látogatást tett az Egyesült Államokban és Kanadában.
Kuharić érsek már egy ideje beteg volt, amikor hirtelen szívmegállás miatt 2002. március 11-én hajnali 4 óra 20 perckor Zágrábban az érsekségi palotában elhunyt, temetését március 14-én tartották, a földi maradványait a székesegyházban temették el, ahol két közvetlen elődje sírjához közel nyugszanak. II. János Pál részvétnyilvánító táviratában azt mondta, hogy cselekedeteivel „következetes tanúságot tett Krisztusról”, és a küzdelmek idején megpróbált „bizalmat és bátorságot önteni a hívőkbe”. Stjepan Mesić horvát elnök – a zágrábi érsekségnek írt levelében – azt írta, hogy püspöki életének központi üzeneteként „a békét hirdette”.

## Boldoggá avatási ügye
Kuharić utódja – Josip Bozanić – bejelentette, hogy az érsekségben megnyitják elődje boldoggá avatásának ügyét. Ez a folyamat a bíboros 2012. március 11-iki halála után egy évtizeddel kezdődött. Az ügy az első és jelenlegi posztulátora Juraj Batelja.

## Művei
- Pisma i razmatranja o katoličkom svećeništvu (1974.)
- Korizmene poslanice i poruke (1985.)
- Poruke sa Stepinčeva groba (1990.)

## Fordítás
- Ez a szócikk részben vagy egészben  a   Franjo Kuharić című angol Wikipédia-szócikk fordításán alapul.  Az eredeti cikk szerkesztőit annak laptörténete sorolja fel. Ez a jelzés csupán a megfogalmazás eredetét és a szerzői jogokat jelzi, nem szolgál a cikkben szereplő információk forrásmegjelöléseként.

| Előző Franjo Šeper | zágrábi érsek 1970 – 1997 | Következő Josip Bozanić |